# APX砲塔
APX砲塔は、1930年代にフランスのピュトー工廠 (Atelier de construction de Puteaux, 略称 APX)で開発・製造された戦車用の砲塔である。
1934年から1938年にかけて複数のモデルが開発され、同時期の複数の戦車や装甲車に搭載されて使用された。

## APX 1

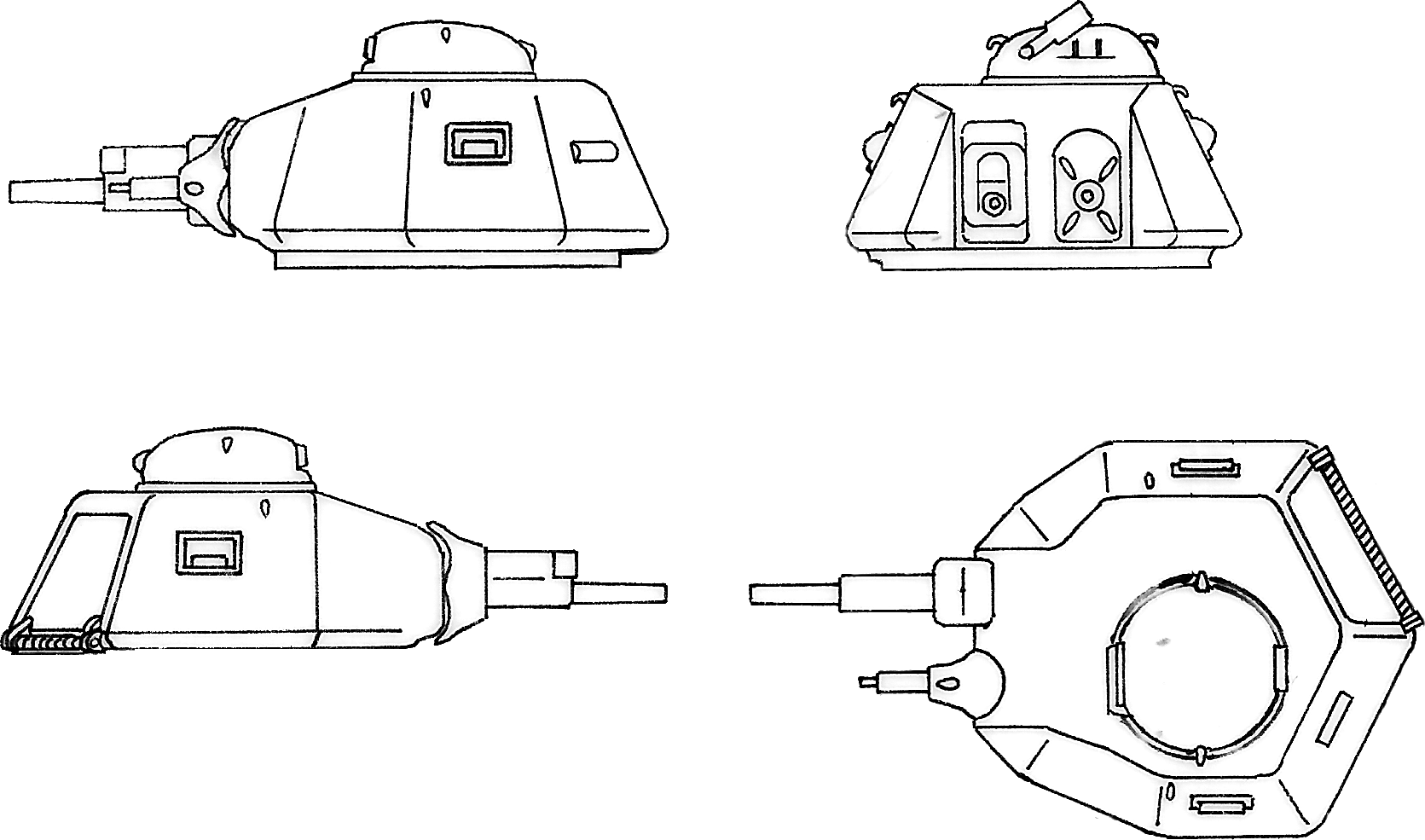
APX 1

APX 1は装甲厚45mmの1人用鋳造砲塔で、主砲には47 mm SA 34、同軸機銃としてMAC M1931機関銃を装備する。
ルノーB1の初期型、ルノー D2の初期型、ソミュア S35のプロトタイプに使用された。

### APX 1A
主砲を47 mm SA 35に換装した改良型で、ルノー D2の後期型に搭載された。

### APX 1 CE
APX 1の騎兵科向けの改良型という位置づけで、砲塔リングを拡大し、無線手が車長の作業を補佐出来るようになったため"1.5人用砲塔"と表現される事がある。（名称の "CE" は "chemin élargi" すなわち"通路拡大"を意味する）
主砲として47 mm SA 35を搭載したものがソミュア S35の量産車、主砲として47 mm SA 34を搭載したものがルノー AMC34の一部に使用された。

## APX 2

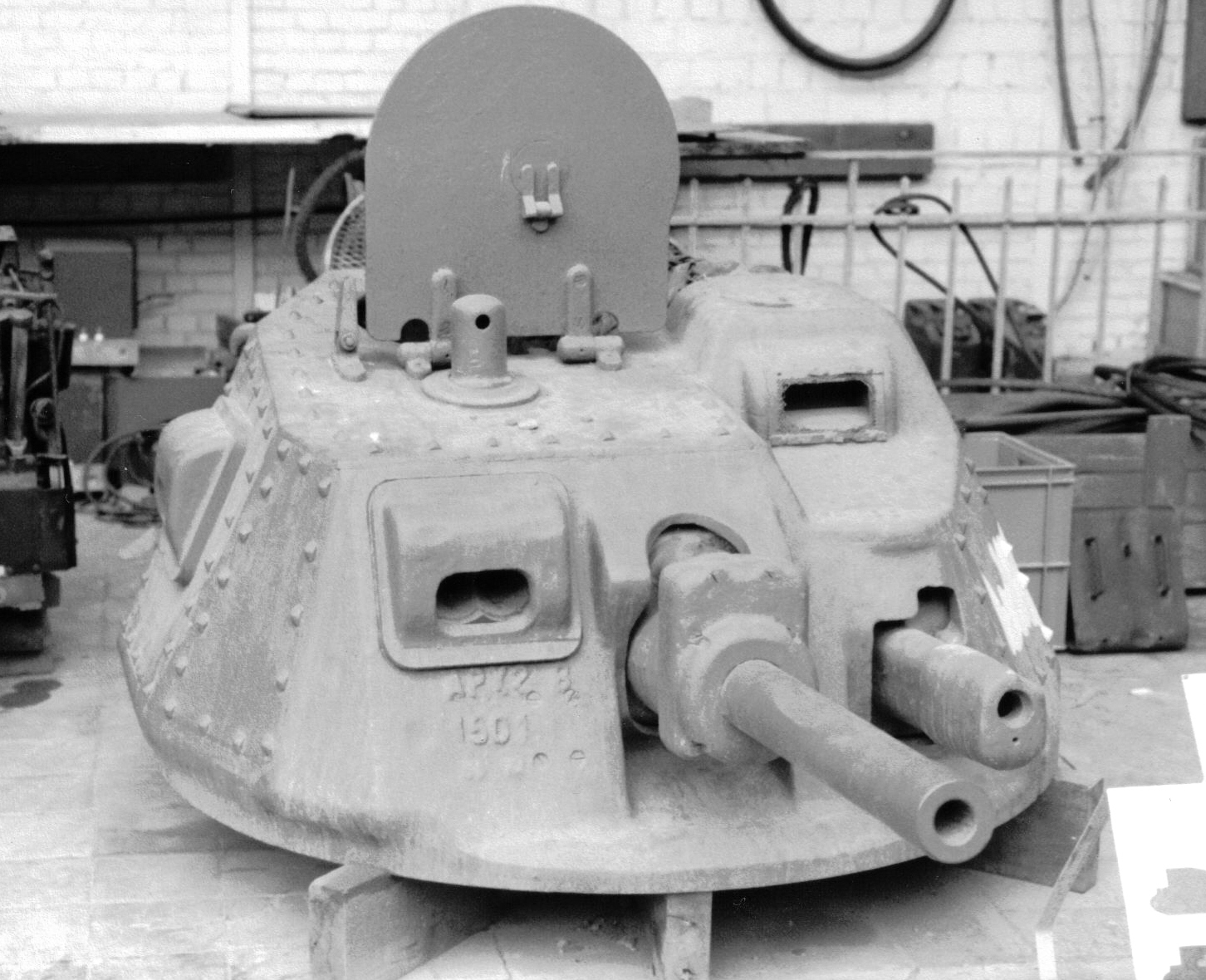
APX 2B

APX 2は装甲厚25mmの2人用砲塔で、鋳造とリベット構造を併用している。主砲として25 mm SA type RFを搭載した物がルノー AMC34の一部に、主砲として47 mm SA 35を搭載したものがルノー AMC35に搭載された。

### APX 2B
ベルギーに輸出されたAMC35に搭載されたモデルで、主砲をベルギー製の47mm M1931に、同軸機銃をオチキスMle1914機関銃に換装している。

## APX 3

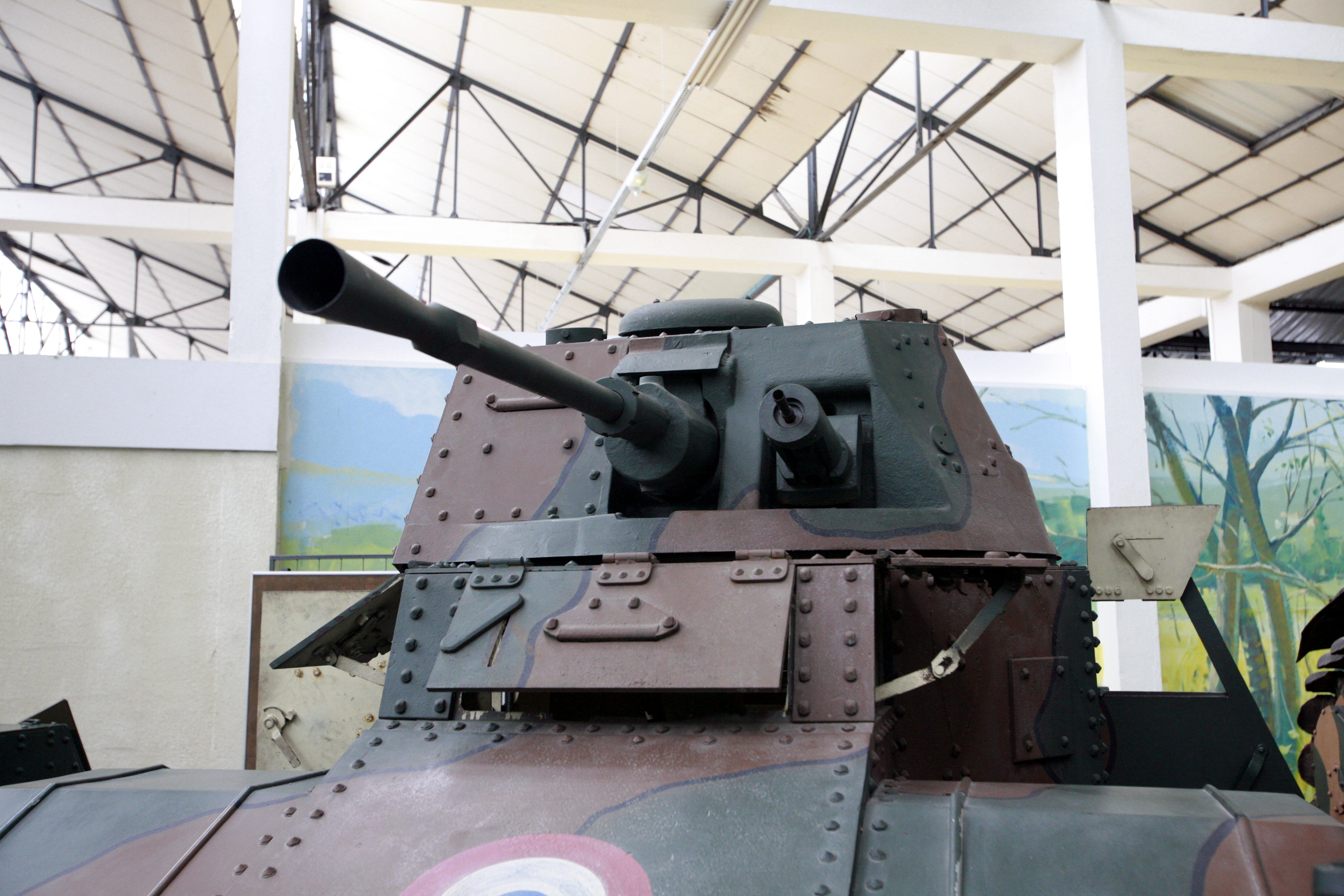
APX 3 (パナール 178)

APX 3は装甲厚13mmの2人用リベット構造砲塔で、主砲には25 mm SA 35、同軸機銃としてMAC M1931機関銃を装備する。
パナール 178 (AMD35) の砲塔として使用された。

## APX 4

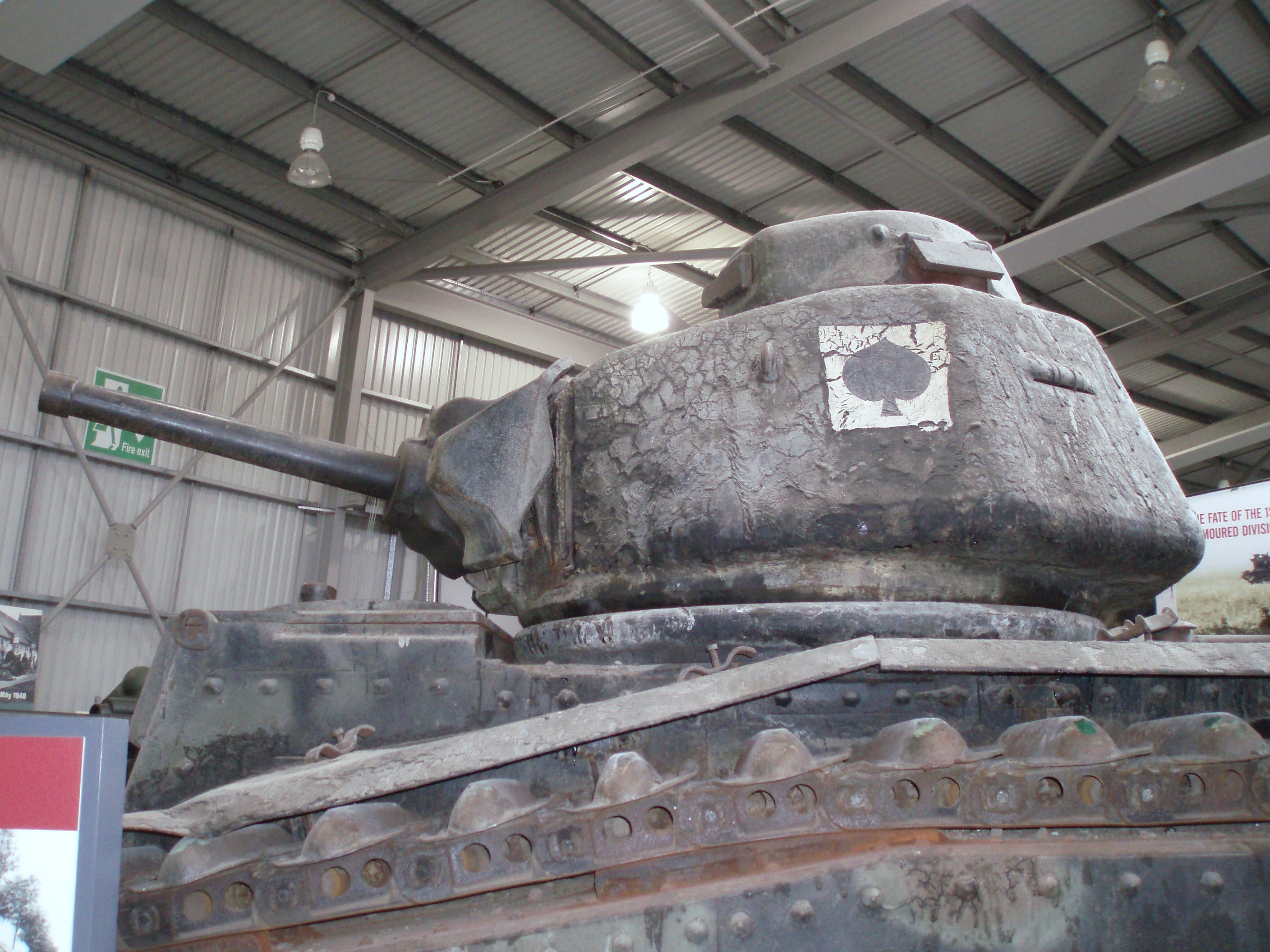
APX 4

APX 4は装甲厚60mmの1人用鋳造砲塔で、主砲には47 mm SA 35、同軸機銃としてMAC M1931機関銃を装備する。
ルノーB1の改良型である ルノーB1 bis に搭載された。

## APX 5

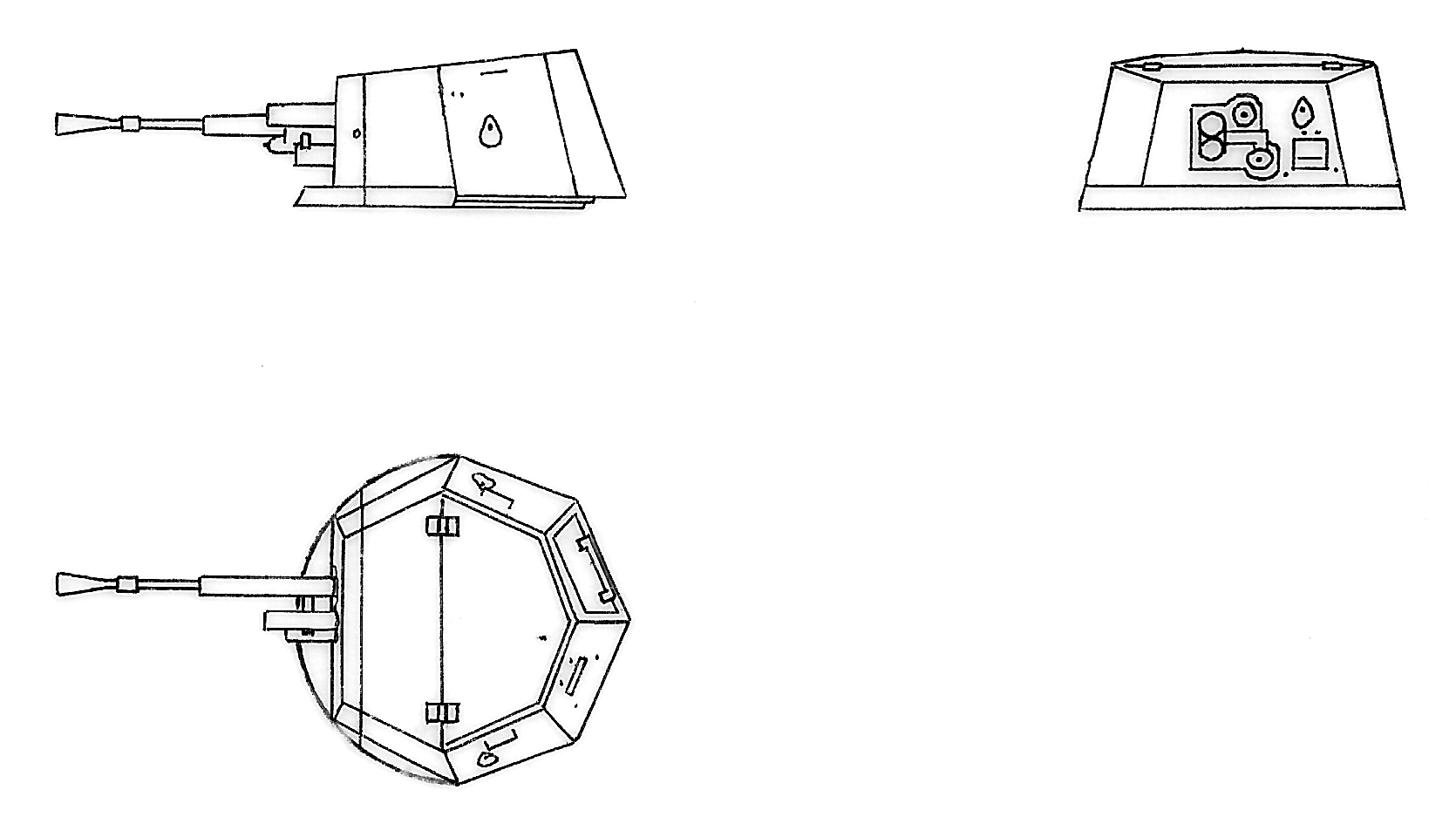
APX 5

APX 5は1人用リベット構造砲塔で、主砲には25 mm SA 35、同軸機銃としてMAC M1931機関銃を装備する。
AMR35のZT2型、およびパナール 178のインドシナ植民地向け車両に搭載。

## APX-R

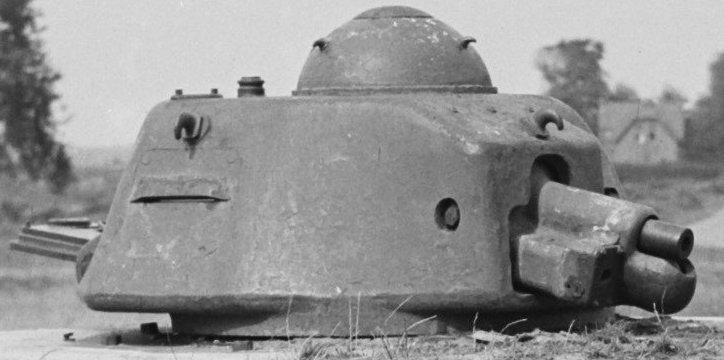
APX-R (SA18搭載型)

APX-Rは1人用鋳造砲塔で、主砲にはピュトーSA18 37mm砲、同軸機銃としてMAC M1931機関銃が搭載されている。オチキスH35/H38/H39と、ルノー R35に搭載された。名称の"R"の意味については、この砲塔が生産された"リュエイユ工廠"を指すという説と、"ルノー"を指すという説がある。
後期には主砲を長砲身のピュトーSA38に換装した改良型も生産された。SA38を搭載したAPX-RはオチキスH39の一部と、ルノーR35の一部に搭載されている。
APX-R砲塔は生産性の悪さや防御力の低さが問題視され、H38/39やR35の生産途中でFCM36と同型の溶接砲塔に換装する計画があった。しかしFCM36の砲塔に長砲身のSA38を搭載すると溶接部が破断するなどの問題が発覚し、これらの車種のFCM砲塔への換装はテストのみとなっている。

## 視察装置
APX砲塔には、初期には双眼鏡式の外部視察装置が装備されていた。この視察装置は強化ガラスによって保護されており、衝撃を受けると装甲シャッターが閉鎖するような構造になっていたが、戦闘中に視界を遮られる恐れがある事から、後に間接視式ペリスコープに変更されている。